# ماكجيفر (مسلسل 1985)
ماكجيفر (بالإنجليزية: MacGyver)‏ هو مسلسل تلفزيوني أمريكي أكشن ومغامرة أنشأه لي ديفيد زلوتوف وبطولة ريتشارد دين أندرسون و المنتجين التنفيذيين هما هنري وينكلر وجون ريتش. تتبع السلسلة مغامرات انجوس ماكجيفر، وهو عميل سري مسلح ببراعة علمية ملحوظة لحل أي مشكلة تقريبًا في هذا المجال باستخدام مواد عادية في متناول اليد.
استمر المسلسل لمدة سبعة مواسم على قناة أيه بي سي في الولايات المتحدة ومختلف الشبكات الأخرى في الخارج من عام 1985 إلى عام 1992. تم تصوير المسلسل في لوس أنجلوس خلال المواسم الأول والثاني والسابع، وفي فانكوفر خلال المواسم من الثالث إلى السادس. تم بث الحلقة الأخيرة من العرض في 25 أبريل 1992 على قناة أيه بي سي (بثت الشبكة حلقة غير مرئية من قبل لأول مرة في 21 مايو 1992، ولكن كان من المقرر في الأصل بثها قبل نهاية المسلسل).
تم عرض سلسلة تحمل الاسم نفسه لأول مرة في 23 سبتمبر 2016 على شبكة سي بي إس، والتي تمتلك اليوم حقوق المسلسل من خلال استحواذها على تلفزيون باراماونت الأصلي.

## القصة
المسلسل يتبع العميل السري انجوس ماكجيفر، الذي يعمل مستكشف أخطاء لمؤسسة فينيكس خيالية في لوس انجليس و بصفته وكيلا عن الوكالة الحكومية الخيالية في الولايات المتحدة، وإدارة الخدمات الخارجية (DXS). تلقى تعليمه كعالم في الفيزياء في Western Tech، خدم ماكجيفر في القوات الخاصة للجيش الأمريكي كفني فريق القنابل / EOD خلال حرب فيتنام  يتمتع بخبرة واسعة ويمتلك معرفة بالعلوم الفيزيائية، وهو يحل المشكلات المعقدة عن طريق إخراج الأشياء من الأشياء العادية، جنبًا إلى جنب مع سكين السويسري  وشريط لاصق. إنه يفضل القرارات غير العنيفة ويفضل عدم التعامل مع الأسلحة النارية بسبب مقتل أحد أصدقائه بالرصاص عندما كان عمره 12 عامًا.
أصوله الرئيسية هي تطبيقه العملي للمعرفة العلمية والاستخدام المبتكر للعناصر الشائعة. حلول ذكية  ينفيذها ماكجفر لمشاكل تبدو غير قابلة للحل  في كثير من الأحيان في مواقف الحياة أو الموت تتطلب منه تشغيل أجهزة معقدة في غضون دقائق  كانت نقطة جذب رئيسية للمسلسل، الذي اشاد  لتوليد الاهتمام بالعلوم التطبيقية، ولا سيما الهندسة، ولتقديم أحداث مسلية. تم فحص جميع مآثر ماكجيفر في العرض ظاهريًا من خلال استشارة العلماء لكتاب العرض لضمان أساس من المبادئ العلمية (على الرغم من إقرار المبدعين، في الحياة الواقعية يجب أن يكون المرء محظوظًا بشكل غير عادي لكي تنجح معظم أفكار ماكجيفر. في الحالات القليلة التي استخدم فيها ماكجيفر المواد الكيميائية المنزلية لخلط السموم أو المتفجرات أو غيرها من العناصر التي تعتبر خطيرة للغاية بحيث لا يمكن وصفها بدقة للجمهور، تم تغيير التفاصيل أو تركها غامضة أو تم حذف مكون أو خطوة أساسية.
غالبًا ما تعامل المسلسل مع القضايا الاجتماعية، على الرغم من أنه كان أكثر في المواسم 4-7 من 1-3، والتي كانت في الغالب حول مغامرات ماكجيفر التي تعمل لصالح حكومة الولايات المتحدة ولاحقًا لصالح مؤسسة فينيكس.

## الطاقم
- ريتشارد دين أندرسون في دور أنجوس ماكجيفر، وهو عميل سري يفضل عدم حمل أو استخدام سلاح ناري، بسبب حادث طفولة بمسدس أدى إلى وفاة صديق.[5] ومع ذلك، فإن ماكجيفر على استعداد لاستخدام مسدس تم الحصول عليه أو أجزائه أو رصاصاته بطرق غير عادية. هناك ثلاثة استثناءات عندما يستخدم سلاحًا لغرضه الأصلي المقصود: في الحلقة التجريبية، شوهد ماكجيفر وهو يطلق بندقية أيه كيه-47 في مهمة في المناورة الافتتاحية؛ يحمل اثنين من الخاطفين تحت تهديد السلاح في مشهد افتتاح الحلقة 10، الموسم الأول؛[6] وشوهد باستخدام مسدس في الفيلم التلفزيوني درب إلى يوم القيامة. غالبًا ما يشك في المواقف العسكرية داخل الحكومة؛ وهو يرى أن مؤسسة فينيكس التي يقع مقرها في لوس أنجلوس، والتي يعمل بها، هي بديل لوسائل إنفاذ القانون الأكثر تقليدية (والعنيفة).[7]
- دانا إلكار في دور بيت ثورنتون، رئيس ماكجيفر وأفضل صديق. لقد كان عاملاً في دائرة الخدمات الخارجية (DXS)، حيث أعجب ببراعة ماك أثناء تعقب مردوك ( مايكل ديس باريز )، قاتل دولي وخبير في التنكر.عندما أصبح ثورنتون مدير العمليات في مؤسسة فينيكس بعد عدة سنوات، أدخل ماكجيفر في البرنامج. بالإضافة إلى إرسال «ماك» في مهام مختلفة للمؤسسة، يضطر ثورنتون عدة مرات إلى إنقاذ ماكجيفر من المتاعب التي يواجهها. ثورنتون لديه ابن اسمه مايكل. في وقت متأخر من العرض، تم التعرف على أن بيت يعاني من الجلوكوما، وهو عنصر مكتوب بسبب إلكار لتطوير الجلوكوما في الحياة الحقيقية. تم تمثيل دانا إلكار لأول مرة في الحلقة التجريبية باسم آندي كولسون، رئيس العمليات في مختبرات KIVA.[8]
- بروس ماكجيل في دور جاك دالتون، أفضل صديق الكوميدي لماكجيفر. إنه جندي من طيار الثروة الذي يتسبب بشكل دوري في وقوع الجميع في كومة من المتاعب مع العديد من المخططات السريعة للثراء والتي لا يستطيع إنقاذهم سوى ماكجيفر. تتشنج عينه اليسرى عندما يكذب. يحاول دالتون في كثير من الأحيان أن يصادف النساء اللائي تعرّف عليهن.

## إنتاج

### تطوير
أثناء إنشاء سلسلة ماكجيفر، كان جون ريتش يعمل على المسرحية الهزلية سيد صن شاين لصالح أيه بي سي، والتي كانت قصيرة الوقت  وتم إلغاؤها بسرعة. كان هنري وينكلر قد أنهى للتو تشغيله لمدة 11 عامًا في أيام سعيدة وكان يبحث عن مشروع آخر. كان لي دافيد زلتف يعمل كمنتج لـ ريمنغتون ستيل، الذي كان يبث على هيئة الإذاعة الوطنية. اجتمع الثلاثة لتشكيل أساس ماكجيفر وباعوا الفكرة لشركة تلفزيون باراماونت، وأصبحت أيه بي سي مهتمة بالسلسلة.

### التصوير
تم تصوير المسلسل في جنوب كاليفورنيا لأول موسمين ومرة أخرى في موسمه الأخير. من المواسم 3 إلى 6، تم تصويره في مواقع مختلفة حول فانكوفر في كولومبيا البريطانية، كندا. بقيت لوس أنجلوس كإعداد للعرض طوال المدة. كان الانتقال إلى فانكوفر بسبب التهديد بإلغاء المسلسل بسبب ارتفاع تكلفة الإنتاج. في الموسمين 1 و 2، تم تصوير ماكجيفر وهو يعيش في شقة على الواجهة البحرية في شاطئ فينيسيا. في الموسم الثالث، انتقل إلى منزل عائم في موقع غير محدد، على الرغم من أنه لا يزال في لوس أنجلوس (وقع إطلاق النار الفعلي في ميناء الفحم، بالقرب من وسط مدينة فانكوفر). وعاد التصوير إلى لوس أنجلوس للموسم الأخير.

### اختيار الممثلين
عندما كانت السلسلة في مرحلة ما قبل الإنتاج، كان وينكلر وريتش يبحثان عن ممثل مناسب للبطولة. بعد ظهور ريتشارد دين أندرسون في المسلسل التلفزيوني الأمريكي قارب الحب، جعل وينكلر أندرسون يختبر أداء الجزء. وفقًا لريتش، فإن كل ممثل تجارب «شق» طريقه خلال الاختبار. عندما اختبر أندرسون أخيرًا الدور، شعر وينكلر وريتش أنه أعطى الشخصية لمسة إنسانية لم يستطع الممثلون الآخرون القيام بها. اعتقد كلاهما أن أندرسون سيصبح أحد النجوم «المندفعين» الجدد على التلفزيون الأمريكي.
يُعرف أندرسون بأنه قام بالعديد من الأعمال المثيرة في المسلسل، رغم أنه قلل من مشاركته في المواسم اللاحقة بسبب الإصابات المتراكمة. أصيب في ظهره وتطلب جراحة في قدمه بسبب حوادث العمل.

## الحلقات
تبدأ العديد من الحلقات، بما في ذلك الحلقة التجربية، بالعثور على ماكجيفر بالفعل في مهمة.غالبًا ما يروي ماكجيفر قصة من طفولته تتعلق بوضعه الحالي. يحل هذا الموقف بسرعة، وتبدأ القصة الرئيسية بعد الاعتماد على الافتتاحية. الاعتمادات تشير إلى مثل هذا التسلسل افتتاح باسم «مناورة» أنه يحدث أكثر شيوعا في الحلقات السابقة منها في وقت لاحق. غالبًا ما يكتب هذا المقطع ويخرجه فريق مختلف عن القصة الرئيسية للحلقة. بعد الاعتمادات، تلعب القصة الرئيسية في هيكل قياسي ثلاثي الفعل. في العديد من الحلقات، يحدث التسلسل الافتتاحي بعد الاعتمادات الافتتاحية وغالبًا لا يشرك ماكجيفر في مهمة بل في موقف يستخدم لتطوير الشخصية. بالطريقة نفسها المتبعة في تسلسل «مناورة الافتتاح»، لا تتعلق هذه الأجزاء الافتتاحية غالبًا بالقصة الرئيسية بشكل مباشر.

## تاريخ البث
بعد بداية بطيئة في موسمه الأول، أصبح ماكجيفر ناجحًا لـ قناة أيه بي سي في موسمه الثاني، والذي بدأ خلاله مسيرة مدتها ست سنوات كمقدمة إلى أيه بي سي ليلة الاثنين لكرة القدم  (أطول سلسلة في التاريخ). خلال الموسم الرابع من العرض، اشتكى ريتشارد دين أندرسون من أن قناة أيه بي سي لم تكن تسوّق المسلسل بشكل كافٍ. بقوله أن المسلسل «مجرد عرض لعمل آخر» لـ أيه بي سي، صرح كذلك أن أيه بي سي لم يمنح المسلسل ترقية كافية.
تم اختصار موسم ماكجيفر السابع. بعد بث الحلقة الثانية عشرة من الموسم في 30 ديسمبر 1991، اختفى ماكجيفر من جدول أيه بي سي ولم يعد حتى 25 أبريل 1992، حيث تم إلغاء المسلسل. تم بث الخاتمة في تلك الليلة، مع حلقة غير مسبوقة في 21 مايو 1992. عندما سُئل عن سبب إلغاء المسلسل، أجاب أندرسون: «السبب الوحيد وراء توقفه عن البث هو أن الجميع مستعدون للمضي قدمًا. لقد كنت منهكة جسديًا وليس لدي حياة.»

### التقييمات
| الموسم | الحلقات | بثت لأول مرة   | بثت آخر مرة   | فسحة زمنية               | مرتبة  | تقييم |
| ------ | ------- | -------------- | ------------- | ------------------------ | ------ | ----- |
| 1      | 22      | 29 سبتمبر 1985 | 7 مايو 1986   | الأحد الساعة 8:00 مساءً   | # 47   | 14.6  |
| 2      | 22      | 22 سبتمبر 1986 | 4 مايو 1987   | الاثنين الساعة 8:00 مساء | # 45   | 14.6  |
| 3      | 20      | 21 سبتمبر 1987 | 9 مايو 1988   | الاثنين الساعة 8:00 مساء | رقم 53 | 12.9  |
| 4      | 19      | 31 أكتوبر 1988 | 15 مايو 1989  | الاثنين الساعة 8:00 مساء | رقم 42 | 13.6  |
| 5      | 21      | 18 سبتمبر 1989 | 30 أبريل 1990 | الاثنين الساعة 8:00 مساء | # 47   | 12.3  |
| 6      | 21      | 17 سبتمبر 1990 | 6 مايو 1991   | الاثنين الساعة 8:00 مساء | رقم 52 | 11.5  |
| 7      | 14      | 16 سبتمبر 1991 | 21 مايو 1992  | الاثنين الساعة 8:00 مساء | رقم 64 | 9.6   |

### أفلام تلفزيونية
في عام 1994، تم إصدار المسلسل في أكثر من 70 سوقًا مختلفًا حول العالم. بسبب الطلب الشائع، تم إنشاء فيلمين تلفزيونيين، تم إصدار كلاهما في عام 1994. تم عرض الفيلم الأول ماكجيفر: الكنز المفقود في اتلنطس لأول مرة في الولايات المتحدة في مايو. تم تصوير الفيلم في إنجلترا واليونان. كان الفيلم الثاني بعنوان ماكجيفر: درب إلى يوم القيامة. عمل أندرسون كمنتج تنفيذي لكلا الفيلمين، اللذين تم تصويرهما في أوروبا.

## النقابة والوسائط المنزلية
لا تزال إعادة المسلسل تُبث في أمريكا الشمالية وأوروبا وأستراليا وآسيا وكوستاريكا وإثيوبيا. إلى جانب الترويج المحلي، تم بث برامج إعادة البث على شبكة الولايات المتحدة الأمريكية من 1990 إلى 1997، على دبليو جي أن أمريكا من 1998 إلى 2002، على تي في لاند من يناير 2003 إلى 2006، على باراماونت نتورك لفترة وجيزة في 2005. تم بثه سابقًا على كلو (2011-2017) مع عرض كتل الماراثون في عطلات نهاية الأسبوع وفي 13 مايو 2015، بدأت شبكة المحترم في بث إعادة عرض المسلسل. حصلت شبكة مي تى في على حقوق بث المسلسل اعتبارًا من 2 ديسمبر 2015. تم بثه بعد ظهر أيام الأسبوع وليالي نهاية الأسبوع على مي تى في من 12/19 / 16-5 / 26/17. بدأت شبكة الأبطال والأيقونات في بث عمليات الجزء الجديد كل صباح سبت في سبتمبر 2018.
أصدرت شركة باراماونت هوم إنترتينمنت جميع المواسم السبعة لـ ماكجيفر على دي في دي في المناطق 1 و 2 و 4. في 16 أكتوبر 2007، أصدرت CBS DVD إصدار ماكجيفر: السلسلة الكاملة، وهو صندوق إصدار خاص لهواة الجمع يضم 139 حلقة من المسلسل بالإضافة إلى فيلمين تلفزيونيين تلاهما.
| عنوان DVD                        | المنطقة 4 (أستراليا) |
| -------------------------------- | -------------------- |
| الموسم الأول الكامل              | 25 يناير 2005        |
| الموسم الثاني الكامل             | 7 يونيو 2005         |
| الموسم الثالث الكامل             | 6 سبتمبر 2005        |
| الموسم الرابع الكامل             | 6 ديسمبر 2005        |
| الموسم الخامس الكامل             | 14 مارس 2006         |
| الموسم السادس الكامل             | 13 يونيو 2006        |
| الموسم الأخير                    | 24 أكتوبر 2006       |
| السلسلة الكاملة (39 قرص مجموعة)  | 30 يوليو 2009        |
| المجموعة الكاملة (38 قرص مجموعة) | 15 أغسطس 2018        |

في يونيو 2018، أعلنت شبكة سي بي إس أن دقة العرض في المسلسل سيئة و قد تم تجديدها وأن نسخة رمستر عالية الدقة من السلسلة قيد التنفيذ. أكد البيان الصحفي الصادر في 21 يونيو أن المواسم الثلاثة الأولى قد اكتملت، مع إعادة صياغة المواسم الأربعة المتبقية قبل نهاية عام 2018. تضمن البيان الصحفي أيضًا إعلانًا تشويقيًا عرض التحسن الملحوظ في الجودة.
تم إصدار الموسم الأول أخيرًا في 30 أكتوبر 2018.

## تأثير المسلسل
تمت الإشارة إلى قدرة الشخصية على استخدام الأشياء اليومية لأداء أعمال غير عادية (تسمى أحيانًا "MacGyvering") على نطاق واسع ومحاكاة ساخرة. كان هناك عدد قليل من العروض الكوميدية المنبثقة عن العرض، مثل «ماكجروبر» ساترداي نايت لايف، والذي تم تحويله لاحقًا إلى فيلم طويل كامل اسمه ماكجروبر، ومحاكاة ساخرة لأغنية «مرحبا يا دليلة»، والتي تم منحها اسم «اهلا يا ماكجيفر.»
تمت الإشارة إلى المسلسل في حلقات ذا سيمبسونز، والتي توضح بالتفصيل في المقام الأول هوس أخوات مارجوري سيمبسون ( باتي وسلمى ) بالعرض وسحقهم على شخصية ماكجيفر. تعتبر مشاهدة الأخوات المنتظمة للعرض عنصرًا غير قابل للتغيير في جدولهما اليومي إلى حد الموت كما هو موضح في حلقة «الأرمل الأسود». تضمنت الحلقة مشهدًا خياليًا لـ ماكجيفر حيث قلل من دوره في إنقاذ قرية. 
في عام 2007، عرضت سلسلة رسم إن بي سي «ساترداي نايت لايف» محاكاة ساخرة لماكجيفر تسمى «ماكجروبر» مع ويل فورتي كشخصية العنوان. تضمنت مقدمات هذه المسرحيات مشاهد من سلسلة ماكجيفر. يتم دائمًا حبس ماكجروبر والأتراب في غرفة تحكم من نوع ما بقنبلة تنفجر في 15-20 ثانية. قام ماكجروبر بزملائه في تسليمه مكونات لنزع فتيل الجهاز، لكن شيئًا ما يعيق الطريق (إما ظرفية، لأن ماكجروبر نفسه يتدخل، أو لأن لا أحد يرغب في لمس ما طلبه) وانفجرت القنبلة. في 7 مارس 2009، تم الكشف عن أن ماكجروبر هو والد ماكجروبر المفقود منذ فترة طويلة. في عام 2010 ظهرت الشخصية في فيلمها الخاص المصنف من فئة R بعنوان ماكجروبر؛ تم إصدار الفيلم بواسطة صور روغ.
يوظف ماكجيفر براعته ومعرفته بالكيمياء والفيزياء والتكنولوجيا والروح الرياضية لحل أزمات الحياة أو الموت. ابتكر اختراعات من عناصر بسيطة لحل هذه المشاكل. أصبحت هذه الاختراعات مرادفة للشخصية وأطلق عليها المعجبون اسم ماكجيفريسمس. كان ماكجيفر مختلفًا عن العملاء السريين في المسلسلات التلفزيونية والأفلام الأخرى لأنه بدلاً من الاعتماد على الأسلحة والأدوات عالية التقنية، كان يحمل سكينًا وشريطًا لاصقًا للجيش السويسري فقط ولكنه لم يحمل مسدسًا. 

## سي بي إستعيد تشغيل السلسلة في 2016
في أكتوبر 2015، وقع المنتج التنفيذي للمسلسل الأصلي، هنري وينكلر، على إنتاج سلسلة من جديد مع جيمس وان و ر.سكوت جيميل لشبكة سي بي إس. و تم بث أول حلقة منه في 23 سبتمبر 2016

## في وسائل الإعلام الأخرى

### لعبة الجوال
ماكجيفر: النسب القاتل لعبة ألغاز ثلاثية الأبعاد مبنية على المسلسل التلفزيوني تم إصدارها على آي أو إس وأندرويد.

### ماكجيفر و سيتان الجديد
كرر أندرسون دوره كـ ماكجيفر في سبتمبر 2012 في سلسلة جديدة من الأفلام القصيرة، من إنتاج مرسيدس-بنز لإطلاق مرسيدس بنز سيتان الجديد في أوروبا. تم تصوير الحلقات في جوهانسبرج، جنوب إفريقيا، في يوليو 2012.

### كتاب الشخصيات
في عام 2012، انضم توني لي إلى مبتكر ماكجيفر ديفيد زلوتوف والمستشار الفنيجون بوتر لكتابة سلسلة كتب هزلية من 5 أجزاء من ماكجيفر بعنوان ماكجيفر: الهارب قفافيز. تتميز القصة بأجواء معاصرة ولكنها تحتفظ بجميع العناصر الرئيسية للعرض، بما في ذلك الشخصية المعروفة بيت ثورنتون ومؤسسة فينيكس بالإضافة إلى السرد المحبوب من قبل البطل الذي يحمل نفس الاسم و ماكجيفريسمس. تم إصدار الإصدار الأول في 10 أكتوبر 2012 مع إصدار عدد جديد كل شهر ينتهي بالإصدار 5 في 27 فبراير 2013.